# شذى عبد الرزاق عبوسي
شذى منذر عبد الرزاق العبوسي (بالإنجليزية: Shatha Abdul Razzak Abbousi)‏ عراقية، نائب رئيس لجنة حقوق الإنسان في العراق، ونائب رئيس المنظمة العراقية لإزالة الألغام، ونائب رئيس المنظمة العراقية للتنمية المستدامة.
حصلت على جائزة أشجع امرأة دولية في عام 2007 والتي تقدمها وزارة الخارجية الأمريكية.